# Vladimír Haber
Vladimír Haber   (Třemošná, 26 d'agost de 1949) fou un jugador d'handbol txecoslovac que va competir durant la dècada de 1970.
El 1972 va prendre part en els Jocs Olímpics de Múnic, on guanyà la medalla de plata en la competició d'handbol. Quatre anys més tard, als Jocs de Mont-real, fou setè en la mateixa competició.